# Джамалуддин аль-Афгани
Мухаммад ибн Сафдар, известен как Джамаль ад-Дин аль-Афга́ни (1839, Асадабад, Кунар,  Эмират Афганистан — 9 марта 1897, Стамбул, Османская империя) — мусульманский реформатор, идеолог панисламизма.

## Биография
Согласно нисбе, аль-Афгани, Джамалуддин аль-Афгани имеет афганское происхождение. Однако, его истинное национальное происхождение является предметом споров. Согласно одной из версий и его собственным утверждениям, он родился в Асадабаде, недалеко от Кабула, в Афганистане. Согласно другой версии, поддерживаемой рядом современных ученых, он родился и вырос в семье шиитов в Эседабаде, недалеко от Хамадана, в Иране. Сторонники иранского происхождения Джамалуддин аль-Афгани утверждают, что афганское происхождение было им выбрано для того, чтобы иметь больший авторитет среди мусульман-суннитов. Одной из причин, по которой аль-Афгани скрывал свое возможное иранское происхождение, приводится стремление избежать преследований со стороны иранского правителя Насер ад-Дин Шаха. Противники Джамалуддина аль-Афгани пытались использовать его предположительное иранское и шиитское происхождение в борьбе против него.
Жил в Афганистане, Индии (1857), затем в Каире, Стамбуле. Приобрёл известность призывами к реформе ислама и пробуждению мусульманского мира. В марте 1871 года поселился в Египте. Выступал с критикой деспотизма, за установление конституционного строя. Считал необходимым объединение мусульман в борьбе против европейских держав и создание конфедерации мусульманских государств с халифом во главе, выступал с идеями социального равенства и справедливости, основанными на морально-этическом учении ислама. В 1879 году арестован и выслан из Египта. В 1879-82 годах жил под надзором полиции в Калькутте и Хайдарабаде. С 1883 года в Европе, жил в Лондоне, Париже. С 1886 года жил в Персии, России, Ираке, в Лондоне.
Деятельность Джамалуддина аль-Афгани была подвергнута критике со стороны суннитских богословов, таких как Мустафа Сабри и др. Он считается одним из предтеч или основоположников исламского социализма, увязавшего такие положения ислама, как закят (налог в пользу бедных), запрещение ростовщического процента (риба), иштирак («соучастие») с современными политическими требованиями.
Умер в Стамбуле. В 1944 году его останки были перенесены в Афганистан.